# Volksfront (Burkina Faso)
Het Volksfront (Burkina Faso) (Front Populaire) werd na de staatsgreep van generaal Blaise Compaoré opgericht om de steun aan zijn bewind te verbreden. Naast de linkse Organisation pour la Démocratie du Peuple/Mouvement du Travail (ODP-MT) van Compaoré traden ook andere linkse en gematigde partijen toe tot het Volksfront. In 1991 werd een meerpartijenstelsel afgekondigd en was het voor de partijen niet meer verplicht om lid te zijn van het Volksfront. In 1997 werd het Volksfront opgeheven.
Aanvankelijk (1987) waren er drie partijen lid van het Volksfront: Union des communistes burkinabè (UCB), Groupe communiste burkinabé (GCB) en de Union des luttes communistes - La Flamme (ULC-La Flamme). In 1991, na de invoering van het meerpartijenstelsel en er naast communistische, ook politieke partijen met een andere ideologie werden toegelaten, besloten er meer partijen toe te treden tot het Volksfront. In 1997 werd het Volksfront vervangen door het Congrès pour la démocratie et le progrès (CDP), dat tot de val van Compaoré in 2014 aan de macht bleef.